# Mourão (Mariápolis)
Mourão é um distrito do município brasileiro de Mariápolis, no interior do estado de São Paulo.

## História

### Formação administrativa
- Distrito criado pela Lei n° 5.285 de 18/02/1959, com sede no povoado de igual nome e com território desmembrado do distrito de paz da sede do município de Mariápolis[3][4].

## Geografia

### Demografia

#### População urbana
| Crescimento população urbana | Crescimento população urbana | Crescimento população urbana | Crescimento população urbana |
| Censo                        | Pop.                         |                              | %±                           |
| ---------------------------- | ---------------------------- | ---------------------------- | ---------------------------- |
| 1960                         | 150                          |                              | —                            |
| 1970                         | 131                          |                              | −12,7%                       |
| 1980                         | 116                          |                              | −11,5%                       |
| 1991                         | 81                           |                              | −30,2%                       |
| 2000                         | 91                           |                              | 12,3%                        |
| 2010                         | 66                           |                              | −27,5%                       |
| Fonte: IBGE e Fundação SEADE |                              |                              |                              |

#### População total
Pelo Censo 2010 (IBGE) a população total do distrito era de 218 habitantes.

### Área territorial
A área territorial do distrito é de 51,370 km².

### Rodovias
O principal acesso à Mourão é a estrada vicinal (sem asfalto) que liga o distrito às cidades de Mariápolis, Adamantina e Flórida Paulista.

## Serviços públicos

### Registro civil
Atualmente é feito na sede do município, pois o Cartório de Registro Civil das Pessoas Naturais do distrito foi extinto pelo  Tribunal de Justiça do Estado de São Paulo, e seu acervo foi recolhido ao cartório do distrito sede.

### Saneamento
O serviço de abastecimento de água é feito pela Companhia de Saneamento Básico do Estado de São Paulo (SABESP).

### Energia
A responsável pelo abastecimento de energia elétrica é a Neoenergia Elektro, antiga CESP.

## Religião
O Cristianismo se faz presente no distrito da seguinte forma:

### Igreja Católica
- A igreja faz parte da Diocese de Marília[16].

### Igrejas Evangélicas
- Assembleia de Deus - O distrito possui uma congregação da Assembleia de Deus Ministério do Belém, vinculada ao Campo de Adamantina[17][18]. Por essa igreja, através de um início simples, mas sob a benção de Deus, a mensagem pentecostal chegou ao Brasil. Esta mensagem originada nos céus alcançou milhares de pessoas em todo o país, fazendo da Assembleia de Deus a maior igreja evangélica do Brasil[19].